# Тростанецкий, Моисей Маркович
Моисей Маркович Тростанецкий (1886—1957) — учёный, прошедший морфологическую подготовку в Париже и Берлине, один из авторов фундаментального анатомического атласа, изданного под редакцией профессора Владимира Воробьёва. Атлас и в настоящее время востребован, поскольку содержит подробнейшие сведения о строении тела человек. Ученик известного анатома Владимира Тонкова

## Биография
Родился в Елизаветграде.
В 1906—1911 годах В 1906—1911 годах проходит курс обучения на медфаке Новороссийского университета Одесский национальный медицинский университет до начала первой мировой войны работает в качестве ординатора хирургической больницы Красного Креста (КК). Во время военных действий он служит в «старой армии» (выражение его) ведущим ординатором, а затем начальником 2-го Кауфманского лазарета КК.
В 1917—1923 годах трудится в роли прозектора кафедры анатомии высших женских курсов, преобразованных в последующем в мединститут (Екатеринослав), в котором ему довелось два года возглавлять кафедру оперативной хирургии и топографической анатомии.
В течение 18 лет он заведует кафедрой анатомии Днепропетровского мединститута. В 1941 г. институт эвакуируют в Ставрополь. Пришлось возглавить кафедру анатомии двух объединённых вузов. Наступление немецких войск в 1942 году, вынудило провести вторичную эвакуацию вуза, на сей раз в Фергана.
В 1943 году состоялась реэвакуация в Днепропетровск, на руины своего родного института, где срочно пришлось заниматься строительством двух учебных корпусов. В 1950—1951 годы руководит кафедрой анатомии только что созданного Карагандинского мединститута.
В 1954 году открыт Алтайский Государственный Медицинский Институт ныне Алтайский Государственный Медицинский Университет, куда был приглашен на пост проректора и стал заведовать кафедрой нормальной анатомии.
Награждён орденом знак Почета.